# Daurisch Gebergte
Het Daurisch Gebergte (Russisch: Даурский хребет; Daoerski chrebet) is een groep van in noordoostelijke richting verlopende bergmassieven met een lengte van ongeveer 300 kilometer in het centrale deel van de Russische streek Transbaikal (ook wel Daurië genoemd) in de kraj Zabajkalski. Het massief loopt vanaf de bovenloop van de rivier de Dzjila (zijrivier van de Ingoda) tot de bronnen van de rivier de Oeldoerka (stroomgebied van de Sjilka). Het bestaat vooral uit middelgebergte en het hoogste punt ligt op 1526 meter.
Het massief is opgebouwd uit graniet en kristallijne schisten. De hellingen zijn begroeid met pijnboom- en lariksbossen.